# Данченко, Владимир Андреевич

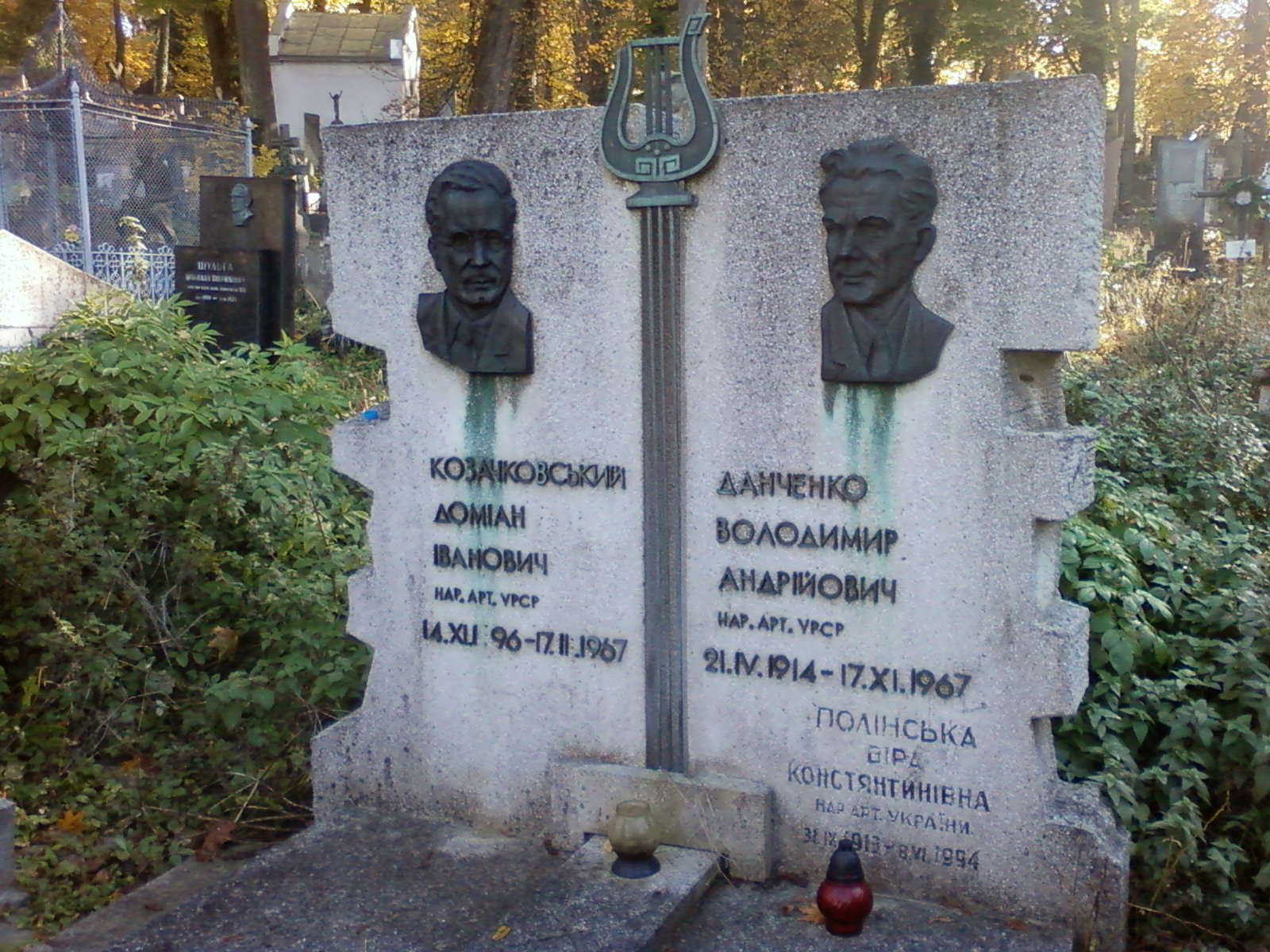
Памятник на могиле Владимира Данченко и Домиана Козачковского на Лычаковском кладбище (Львов)

Владимир Андреевич Данченко (настоящая фамилия — Данчишин) (укр. Володимир Андрійович Данченко, 21 апреля 1914, Мариуполь — 17 декабря 1967, Львов) — украинский советский актёр театра и кино. Народный артист УССР (1954).

## Биография
Родился в семье рабочего, участвовал в самодеятельности. С 1931 года на сцене запорожского (ныне львовского) Театр им. Марии Заньковецкой.
Обучался в Киевском государственном театральном институте (1933—1937). После окончания института вновь — актёр Украинского драматического театра имени М.Заньковецкой.
В годы войны вместе с театральной труппой был эвакуирован вначале на Кубань, потом в Сибирь в Тобольск.  В середине 1943 коллектив театра в полном составе переехал в Новокузнецк, где продолжал свою работу.
С 1944 года — во Львове. Был одним из ведущих актёров театра.
Преподавал в Киевском государственном институте культуры.
Похоронен на Лычаковском кладбище во Львове.

## Награды
- орден Трудового Красного Знамени (30.06.1951)[1]
- орден «Знак Почёта» (24.11.1960)

## Театральные роли
- Тузенбах («Три сестры» Чехова)
- Назар Стодоля в одноименной пьесе Т. Шевченко,
- Лукаш («Лесовая песня» Леси Украинки,
- Улдис («Вей, ветерок!» Райниса),
- Эзоп («Лисица и виноград» Фигейреду),
- Платон Кречет в одноименной пьесе А. Корнейчука,
- Ромодан («Крылья» А. Корнейчука),
- Максимов («За тех, кто в море» Б. Лавренёва),
- Ярослав («Фауст и смерть» А. Левады),
- Крыжень («Кадры» И. Микитенко) и др.

### Роли в кино
- 1962 — Здравствуй, Гнат — генерал
- 1959 — Мечты сбываются — Илья Коршунов.